# Ašská vrchovina
Ašská vrchovina – część Smreczan w okolicy miasta Aš, na pograniczu czesko-niemieckim. Najwyższym wzniesieniem jest Háj 758 m n.p.m.

## Podział
Ašská vrchovina dzieli się na cztery części, są to:
- Hájská vrchovina
- Lubská vrchovina
- Studánecká vrchovina
- Hranická pahorkatina